# Peñón de Vélez de la Gomera

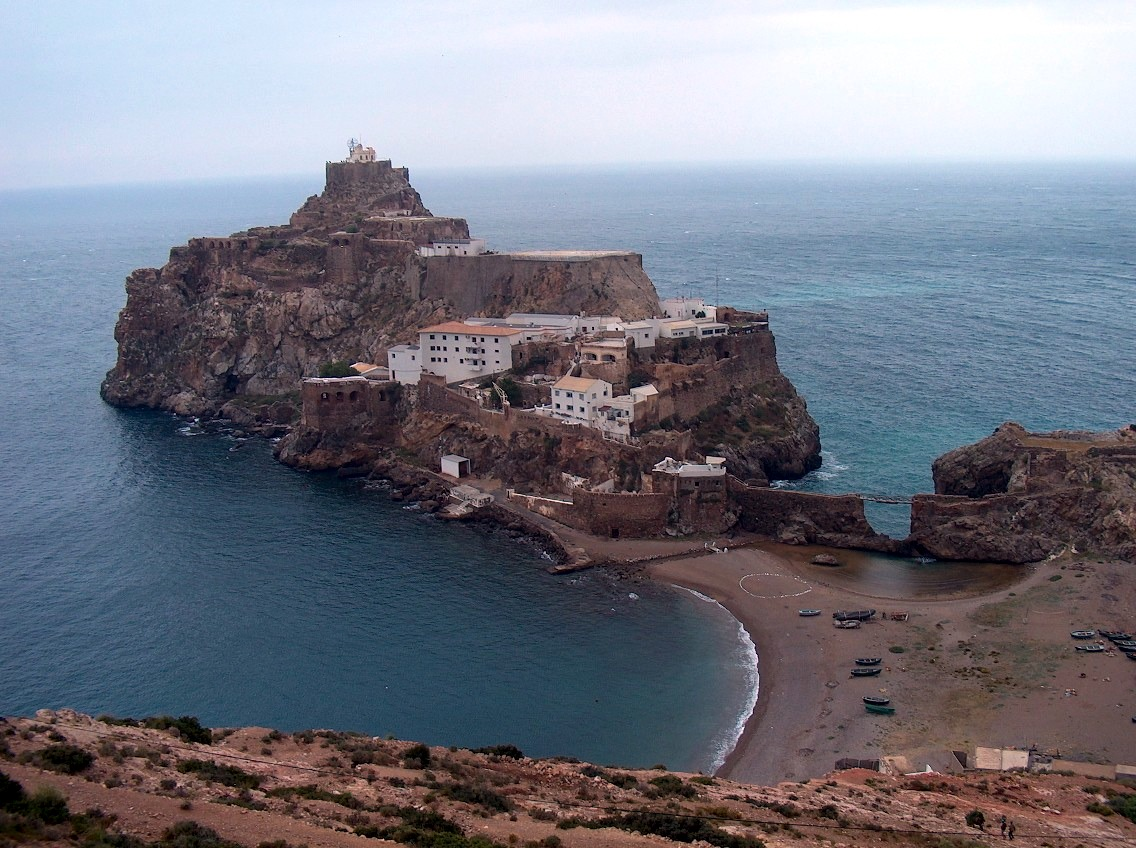
Widok ogólny na Peñón de Vélez de la Gomera, La Isleta i łachę łączacą je z Marokiem

Peñón de Vélez de la Gomera jest jednym z terytoriów Hiszpanii znajdujących się w Afryce Północnej. Stanowi integralną część Hiszpanii, choć nie wchodzi w skład żadnej z jej jednostek administracyjnych – podlega bezpośrednio ministerstwu obrony. Do Hiszpanii należy formalnie od 1564 roku.
Peñón de Vélez de la Gomera znajduje się na wybrzeżu Maroka, 117 km na południowy wschód od Ceuty. Do 1934 roku była to wyspa, lecz obecnie połączona jest z lądem i sąsiednią, również hiszpańską, wysepką La Isleta łachą piaszczystą. Dzięki temu połączeniu powstała jedna z najkrótszych lądowych granic państwowych – liczy ona zaledwie kilkadziesiąt metrów długości (85 m).

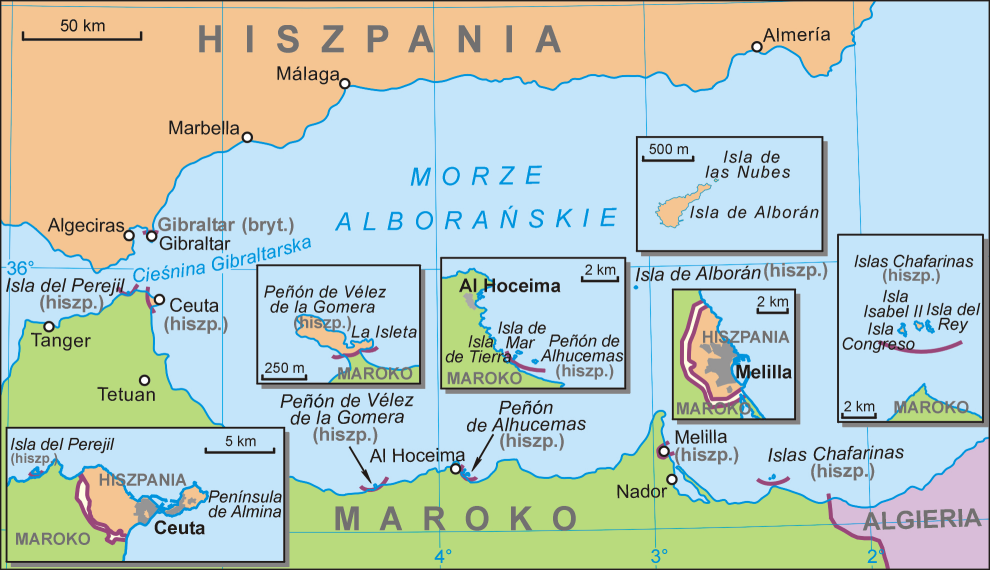
Mapa hiszpańskich posiadłości w Afryce Północnej (bez Wysp Kanaryjskich)

Obszar tego terytorium zajmuje ok. 19 000 m² (1,9 ha), ma około 260 m długości i ok. 100 m szerokości, wznosi się maksymalnie na 87 m n.p.m. Na Peñón de Vélez de la Gomera znajduje się garnizon wojskowy liczący ok. 60 żołnierzy, brak jest ludności cywilnej.